# 环辛烷
环辛烷（化学式：C8H16）是八个碳的环烷烃。

## 物理性质
无色液体或潮湿的白色固体。有类似樟脑的气味。难溶于水，易溶于乙醇、乙醚、苯等有机溶剂。易燃。

## 构象
Hendrickson认为环辛烷分子存在多个能量相当的构象，因此其构象分析无疑是环烷烃中最复杂的。他指出，在所有构象之中，下图所示的船型-椅型构象 (Ⅰ)能量最低，是最稳定的形式。 Allinger等证实了这个结论。 与Ⅰ相比之下，冠型结构 (Ⅱ) 稳定性略差。

环辛烷的船型-椅型构象(Ⅰ)和王冠型结构(Ⅱ)。

## 生产
可从石油中获得，也可由镍催化加氢还原环辛四烯制得。

## 化学性质
化学性质不活泼。最常见的反应是燃烧反应和自由基卤化反应。最近研究发现，环辛烷可在过氧化二异丙苯作用下，与硝基苯发生反应，官能化在环烷烃上引入一个苯氨基基团。

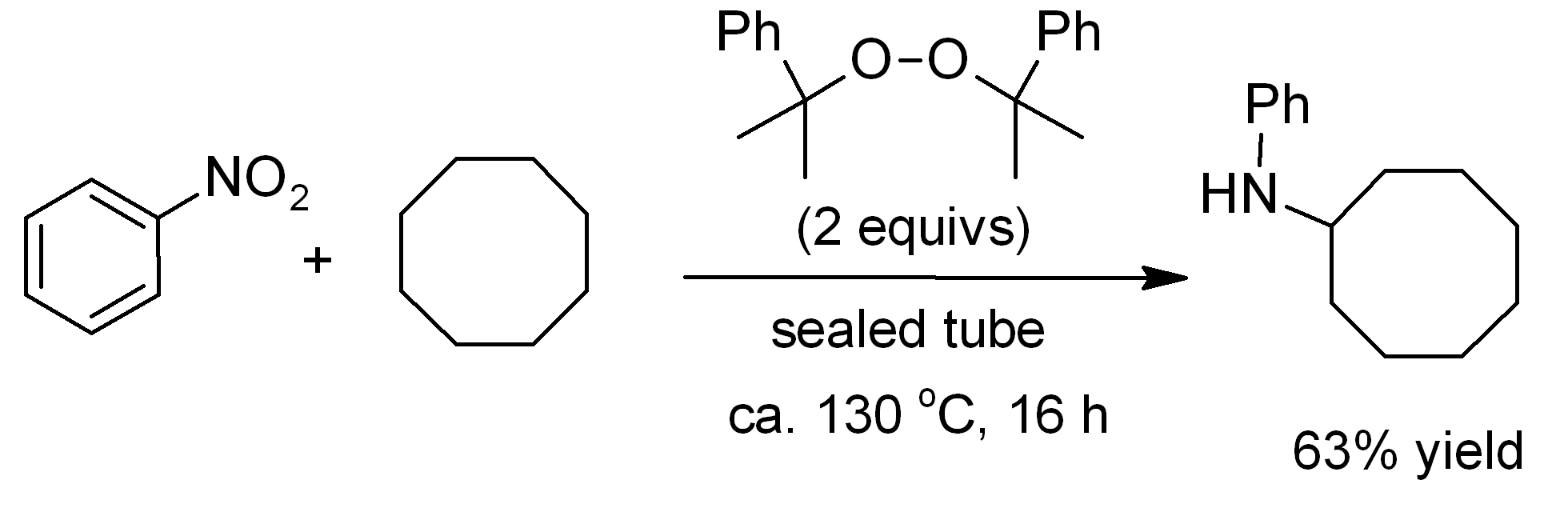
用硝基苯对环辛烷进行胺化作用

## 用途
用于制造其他八个碳的化合物，如环辛醇、环辛酮、辛二酸、辛内酰胺等。